# Zélio de Moraes
Zélio Fernandino de Moraes (São Gonçalo, 10 de abril de 1891 — 3 de outubro de 1975) foi um médium brasileiro. É considerado o anunciador da Umbanda.

## Biografia
Zélio nasceu em família tradicional de Neves, distrito de São Gonçalo. Em fins de 1908, então com dezessete anos de idade, Zélio preparava-se para o ingresso na carreira militar, na Marinha do Brasil, quando foi acometido por uma inexplicável paralisia, que os médicos não conseguiam debelar. Certo dia, ergueu-se no leito, declarando "Amanhã estarei curado!".
No dia seguinte, de fato, levantou-se normalmente e voltou a caminhar, como se nada lhe houvesse acontecido: os médicos não souberam explicar o ocorrido. Os seus tios, padres da Igreja Católica, surpreendidos, também não souberam explicar o fenômeno. Um amigo da família, então, sugeriu uma visita à Federação Espírita do Estado do Rio de Janeiro, então sediada em Niterói, presidida, na ocasião, por José de Souza.
Chegando lá, o médium José de Souza, que dirigia a sessão espírita, pediu que Zélio sentasse à mesa. A certa altura, espíritos de caboclos (ancestrais indígenas brasileiros) e pretos velhos (africanos) começaram a se manifestar na sessão. No seguinte momento, o dirigente, pediu para se retirarem por achar eles espíritos "atrasados".
Após isso, Zélio foi incorporado por uma entidade que saiu em defesa das demais: se não houvesse ali espaço para espíritos de negros e índios cumprirem sua missão, ele (espírito) fundaria, já no dia seguinte, um novo culto na casa de Zélio.
Na ocasião, manifestou-se por intermédio de Zélio a entidade que se denominou Caboclo das Sete Encruzilhadas, que anunciou a fundação de uma nova religião no Brasil, a Umbanda. Foi fundada, no dia seguinte, em virtude dessa manifestação, a Tenda Espírita Nossa Senhora da Piedade.
A partir de 1918, por orientação da mesma entidade espiritual, Zélio viria a fundar mais sete tendas de Umbanda:
- Tenda Nossa Senhora da Guia (c. 1918)
- Tenda Nossa Senhora da Conceição
- Tenda Santa Bárbara
- Tenda São Pedro
- Tenda Oxalá
- Tenda São Jorge (1935)
- Tenda São Jerônimo (após 1935)

Aos 55 anos, passou a direção da Tenda Espírita Nossa Senhora da Piedade para as suas filhas Zélia de Moraes Lacerda e Zilméia de Moraes Cunha, já falecidas. Feito isso, fundou a Cabana de Pai Antônio, em Cachoeiras de Macacu, no estado do Rio de Janeiro.
Seu papel como fundador da Umbanda é questionada, sendo acusada de ser um embranquecimento da história.
Zélio faleceu em 3 de outubro de 1975, aos 84 anos. Seu corpo foi enterrado no Cemitério do Maruí, em Niterói, no Rio de Janeiro.